# Janina Marklund
Janina Marklund, född 6 april 1979, är en fotbollsspelare från Sverige (mittfältare) som spelade i Piteå IF säsongen 2005 till 2012. 